# Libellud
Libellud est un éditeur de jeux de société français, fondé en 2008 à Poitiers par Régis Bonnessée. Selon son gérant, les jeux de la société sont le plus souvent liés « à l’imaginaire, au partage et au rêve » (Dixit, Seasons, Mysterium).

## Histoire
La société est fondée en 2008 par Régis Bonnessée, auteur de jeux de société, afin de pouvoir éditer le jeu Dixit, jeu atypique qui n'intéresse pas les autres acteurs du marché du jeu. De 2008 à 2018, la société sort une quinzaine de jeux, accroissant régulièrement son chiffre d'affaires et le nombre de ses salariés, et adoptant un fonctionnement similaire à ceux d'un studio de jeux vidéos. En juin 2016, d'ailleurs, un studio indépendant de jeux vidéos, Libellud Digital, est créé afin de concevoir une version de Dixit en ligne.
Les jeux Libellud sont distribués par Asmodee, et, pour le jeu Dixit en France, Paille éditions dans un premier temps. La société exporte entre 70 et 80 % de sa production, aussi bien en Asie qu'en Amérique. Les plus grosses exportations concernent l'Allemagne, la Pologne et les États-Unis.
En juillet 2020, Asmodee annonce l'acquisition de Libellud.

## Jeux édités
- Dixit (2008), de Jean-Louis Roubira, illustré par Marie Cardouat[9]
  - 5 millions de jeux vendus (2019)[10]
  - As d'or Jeu de l'année au Festival international des jeux (2009)[11]
  - Spiel des Jahres (2010)[6],[11]
  - Dix extensions : Quest (2010), Odyssey (2011), Journey (2012), Origins (2013), Daydreams (2014), Memories (2015), Revelations (2016), Harmonies (2017), Anniversary (2018)[12], Mirrors (2020)
- Fabula (2010), de Jean-Louis Roubira et Régis Bonnessée, illustré par Mélanie Fuentes
- Nautilus (2012), de Charles Chevallier, illustré par Yuio
- Seasons (2012), de Régis Bonnessée, illustré par Xavier Gueniffey-Durin (Naïade)
- Vite ! Cachons-nous ! (2013) de Frédéric Moyersoen, illustré par T. Emeriau[13]
  - As d'or Jeu de l'année au Festival international des jeux (2010 - sous le titre Cache Moutons)[13]
- Loony Quest (2015) de Laurent Escoffier et David Franck
  - 100 000 exemplaires vendus (2018)[4]
  - Prix du jury au Festival international des jeux (2015)
- Otys (2017, en co-édition avec Pearl Games) de Claude Lucchini, illustré par Paul Mafayon[14]
- Mysterium (2015), de Oleksandr Nevskiy et Oleg Sidorenko, illustré par Xavier Collette et Igor Burlakov[15],[16]
  - 500 000 exemplaires vendus (2018)[4]
  - Tric Trac d'argent (2015)
  - As d'or Jeu de l'année au Festival international des jeux (2016)[17],[18]
  - Deux extensions : Hidden Signs, Secret & Lies[15]
- Dice Forge (2017)[19], de Régis Bonnessée[20], illustré par Biboun[21]
  - 100 000 exemplaires vendus (2018)[4]
  - Trophée Flip « Réflexion » (2017)[21]
  - Nommé à l'As d'or Jeu de l'année au Festival international des jeux (2018)[22]
- Attack of the Jelly Monster (2018) de Antoine Boccara, illustré par Guillaume Duchemin[21]
- Shadows Amsterdam (2018) de Mathieu Aubert, illustré par Studio M81[23]
  - Nommé à l'As d'or Jeu de l'année au Festival international des jeux (2019)
- One Key (2019) de L’Atelier, illustré par Xavier Gueniffey-Durin (Naïade)[24]
- Obscurio (2019) de L’Atelier, illustré par Xavier Collette
- Mysterium Park (2020) de Oleksandr Nevskiy et Oleg Sidorenko, illustré par Xavier Collette
- Stella, Dixit Universe (2022) de Jean-Louis Roubira - Gérald Cattiaux, illustré par Jérôme Pelissier
- Mysterium Kids: Le Trésor du Capitaine Bouh (2022) de Antonin Boccara - Yves Hirschfeld, illustré par Olivier Danchin
- Dixit - Dysney (2023) de Jean-Louis Roubira, illustré par Natalie Dombois
- Harmonies (2024) de Johan Benvenuto, illustré par Maëva Da Silva
  - Prix de l'illustration du Groupement des Boutiques Ludiques (2024)